# Poligon nr. 4
Poligon nr. 4 – polski zespół muzyczny założony w 2008 roku w Warszawie, grający muzykę grunge w jej wszelkich odmianach od punka po metal. Nakładem wytwórni S.P. Records w maju 2011 roku ukazał się ich debiutancki album pt. Poligon nr. 4. Po wydaniu debiutanckiej płyty zespół koncertował w Polsce, w towarzystwie innych zespołów, np. Kult, Kazik na Żywo czy Closterkeller, m.in. w takich klubach jak warszawskie Stodoła, Progresja czy Proxima. 
Muzycy Poligonu nr. 4 w przeszłości występowali gościnnie lub na czas dłuższy, w takich zespołach jak Apteka (Seweryn Narożny na perkusji), Kult (Gutek gościnnie na wokalu i waltorni). 
W 2017 roku zespół wydał drugi album nakładem S.P. Records, zatytułowany Flashback.

## Muzycy

### Obecni
- Gutek – śpiew, gitara, waltornia
- Aga Bot – gitara basowa
- Naro – perkusja

### Byli członkowie
- Struna vel. Piorun – gitara (czerwiec – wrzesień 2008)
- Karol „Lambert” Malowany – perkusja (2008 – 2009)
- YodaM – gitara basowa (2008 – 2012)
- Adam Najman – perkusja (2009 – 2014)
- Filip „Burdel” Burdon – gitara basowa (grudzień 2012 – czerwiec 2014)
- Kley – gitara basowa (wrzesień 2014 – czerwiec 2016)

## Dyskografia
- Poligon nr. 4 (2011)
- Flashback (2017)